# Десята частка шляху
«Десята частка шляху» — радянський художній фільм 1968 року, знятий на кіностудії «Білорусьфільм».

## Сюжет
Фільм знятий за романом письменника Петра Межиріцького. Молодий інженер Павло Коротков отримує призначення на посаду головного інженера на один із заводів. Ознайомившись зі справами на підприємстві, Павло приходить до висновку, що намічений до серійного виробництва верстат застарів і його конструкція вимагає серйозного доопрацювання. Директор заводу намагається умовити його відмовитися від цього рішення, але Павло непохитний. Тоді директор вирішує звільнити норовливого головного інженера. Однак на заводських зборах робочі підтримують Павла.

## У ролях
- Олексій Ейбоженко — Павло Коротков
- Анна Дубровіна — Ірина
- Павло Кормунін — Твердохлєб
- Микола Єременко — Бухтєєв
- Борис Бібіков — Данилевич
- Олексій Чернов — Веригін
- Едуард Гарячий — Зязюля
- Володимир Сігов — Покровський
- Олександра Климова — епізод
- Євгенія Уралова — епізод
- Любов Рум'янцева — Люся
- Юлія Цоглін — епізод
- Ростислав Шмирьов — художник
- Володимир Поночевний — епізод
- В'ячеслав Бровкін — епізод
- Вітольд Янпавліс — епізод
- Віктор Шрамченко — епізод
- Володимир Свєтлов — епізод
- Августин Милованов — епізод
- Євген Богданович — епізод
- Володимир Євченко — епізод
- Володимир Роговцев — епізод
- Борис Владомирський — епізод

## Знімальна група
- Режисер — Юрій Дубровін
- Сценарист — Сократ Кара-Демур
- Оператори — Віталій Ніколаєв, Володимир Окулич
- Композитор — Євген Грішман
- Художник — Борис Кавецький